# Neonitocris regina
Neonitocris regina är en skalbaggsart som först beskrevs av Jordan 1894.  Neonitocris regina ingår i släktet Neonitocris och familjen långhorningar.
Artens utbredningsområde är Ghana. Inga underarter finns listade i Catalogue of Life.